# AgustaWestland AW109
L'AgustaWestland AW109 (anteriorment conegut com a Agusta A109) és un helicòpter desenvolupat per la companyia italiana Agusta, des de 2000 part d'AgustaWestland (fusionada, al seu torn, en Finmeccanica a partir de 2016 i des de llavors, Leonardo), per a ús civil i militar. Es tracta d'un helicòpter bimotor lleuger de 6 o 8 places amb tren d'aterratge retràctil. L'AW119 Coala és la versió monomotor amb patins de l'AW109.

## Disseny i desenvolupament
A la dècada de 1960, Agusta va dissenyar l'A109 com a helicòpter comercial d'un sol turboeix Turbomeca Astazou XII de 690 hp. Aviat es van adonar que calia, principalment per consideracions de seguretat, d'un disseny bimotor, pel què va ser redissenyat l'any 1967 per ser propulsat amb dos turboeixos Allison 250-C14 de 370 hp. El projecte del model A109B per a usos militars va ser abandonat l'any 1969 i l'empresa es va concentrar en la versió civil de vuit places A109C Hirundo (Oreneta). El primer dels tres prototips va fer el seu vol inaugural el 4 d'agost de 1971. Després d'un desenvolupament perllongat, el primer exemplar de presèrie es va completar a l'abril de 1975, i el lliurament dels primers aparells de sèrie anomenats A109A va començar a principis de 1976. L'helicòpter es va convertir en un èxit i aviat va ser utilitzat en altres funcions, tals com a transport lleuger, ambulància aèria i missions de cerca i rescat.
El 1975, Agusta va reprendre la possibilitat d'una versió militar i va arribar a un acord amb l'empresa Hughes Aircraft, fabricant dels míssils TOW. Els assaigs es van portar a terme entre 1976 i 1977 amb cinc A109A equipats amb míssils Hughes TOW. Es van desenvolupar, llavors, dues variants militars: una d'atac lleuger, antiblindats i suport proper, i una altra per a operacions navals.
La venda d'Agusta A109 a les forces armades belgues el 1988 va ser tot un escàndol quan es va denunciar que l'empresa havia donat al Partit Socialista Belga més de 50 milions de francs belgues per aconseguir la venda. Aquest escàndol va provocar la renúncia i condemna del Secretari General de l'OTAN, Willy Claes.
L'A109 va canviar la seva designació a AW109 després que al juliol de 2000 es fusionés amb Finmeccanica SPA (a partir de 2017, Leonardo) i GKN plc amb les seves respectives subsidiàries d'helicòpters: Agusta i Westland Helicopters, formant AgustaWestland (que en 2016 es va fusionar en Leonardo-Finmeccanica).
L'agost de 2008, Scott Kasprowicz i Steve Sheik van trencar el rècord de velocitat al voltant del món amb un AgustaWestland Grand estàndard, amb un temps total d'onze dies, set hores i dos minuts. L'A109S Grand és també l'helicòpter més ràpid en fer el vol des de Nova York a Los Angeles.

## Variants
A109A
El primer model de producció, propulsat per dos motors turboeix Allison 250-C20. Va fer el seu primer vol el 4 d'agost de 1971. Inicialment, l'A109 es va comercialitzar amb el nom d'"Hirundo" (oreneta en llatí), però es va eliminar en pocs anys.
A109A EOA
Versió militar per a l'exèrcit italià.
A109A Mk II
Actualització de la versió civil de l'A109A.
A109A MK.II MAX
Versió d'evacuació aeromèdica, sobre la base de l'A109A MK.II amb cabina extra ampla i portes d'accés amb frontisses a dalt i a baix, en lloc d'un costat.
A109B
Versió militar no construïda.
A109C
Versió civil de vuit seients, propulsada per dos motors turboeix Allison model 250-C20R-1.
A109C MAX
Versió d'evacuació aeromèdica, sobre la base de l'A109C amb cabina extra ampla i portes d'accés amb frontisses a dalt i a baix, en lloc d'un costat.
A109D
Un únic prototip.
A109I Power
Actualització de la versió civil, inicialment propulsada per dos motors Turbomeca Arrius 2K1. Més tard el fabricant va presentar una opció de dos motors Pratt & Whitney PW206C (ambdues versions segueixen sent conegudes com A109I Power).
A109I Power Elite
Versió de cabina allargada de l'A109I. Aquesta variant, que és operada per la RAF, té una cabina de vidre amb dos jocs complets d'instruments i sistemes de navegació, incloent un pilot automàtic de tres eixos, un sistema d'aterratge automàtic integrat ILS i sistema GPS. També té una pantalla de mapa mòbil, radar meteorològic i un sistema d'alerta de trànsit.
A109LUH
Variant militar d'helicòpter utilitari lleuger (Light Utility Helicopter) basada en l'A109I Power. Els operadors inclouen la força Aèria de Sud-àfrica, Suècia, Nova Zelanda i Malàisia.
MH-68A Stingray
Vuit A109I modificats utilitzats per la Guàrdia Costanera dels Estats Units.
A109K
Versió militar.
A109K2
Versió per a operacions a gran altitud i a alta temperatura, amb rodes fixes en lloc de les rodes retràctils de la majoria de les variants de l'A109, que poden equipar-se amb esquís per a aterratges sobre la neu. Utilitzat típicament per operadors de policia, cerca i rescat, i ambulància aèria.
A109M
Versió militar.
A109KM
Versió militar "alt i càlid".
A109KN
Versió naval.
A109CM
Versió militar estàndard.
A109GdiF
Versió per a la Guardia di Finança italiana.
A109BA
Versió creada per a l'exèrcit belga.
A109S Grand
Versió civil amb cabina allargada i millorada amb dos motors Pratt & Whitney Canada PW207 i pales allargades del rotor principal amb disseny de punta diferent a la versió Power.
AW109 Grand New (o AW109 SP)
Versió amb IFR, TAWS i EVS, especialment per EMS.
AW109 Trekker
Versió del AW109 Grand amb patins d'aterratge fixos.
CA109
Versió xinesa de l'A109, fabricat per Indústries Changhe Aircraft Corporation sota llicència.

## Operadors

### Operadors militars
Albània

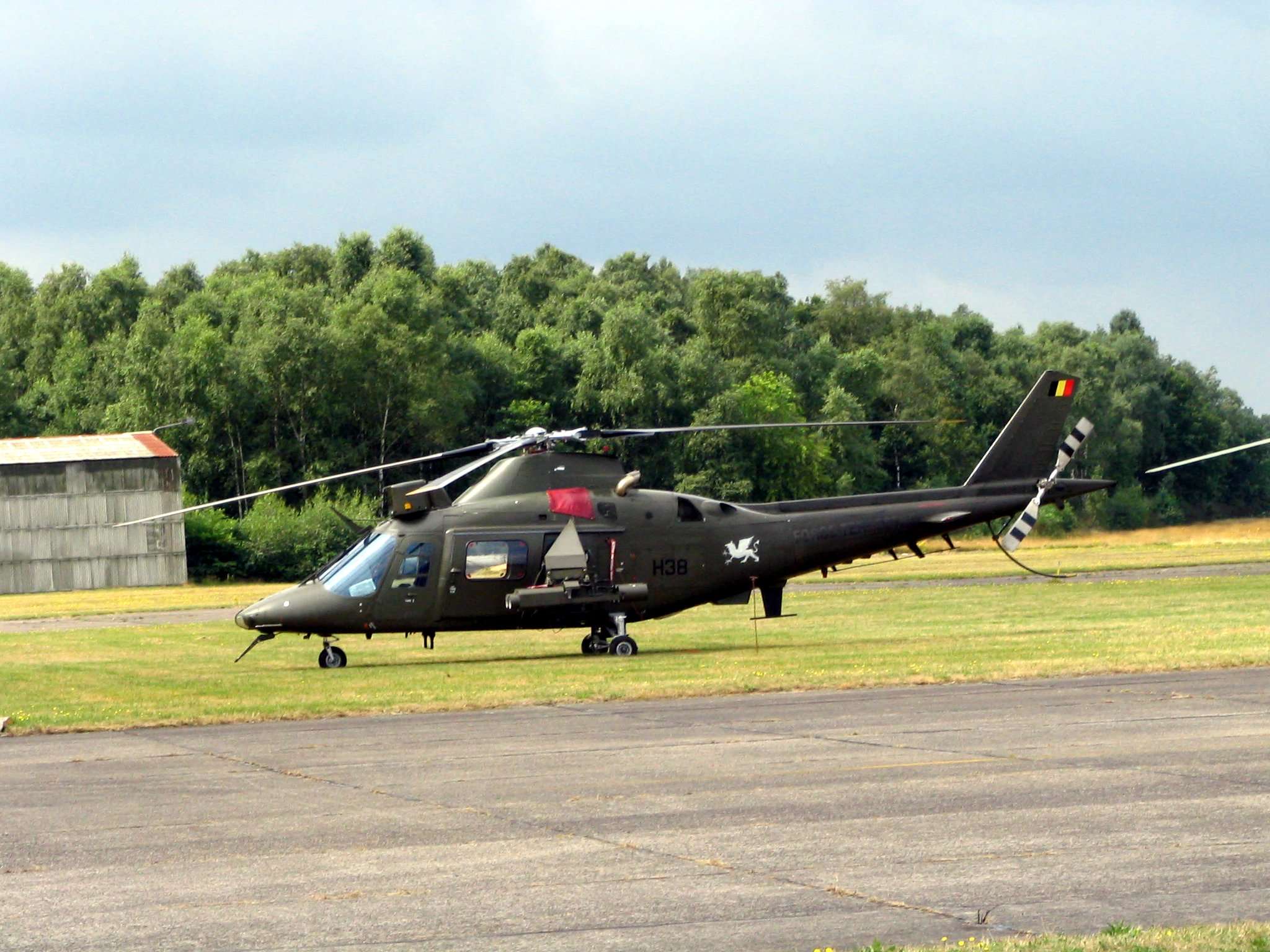
Versió antitanc A109BA del Component Aeri Belga.

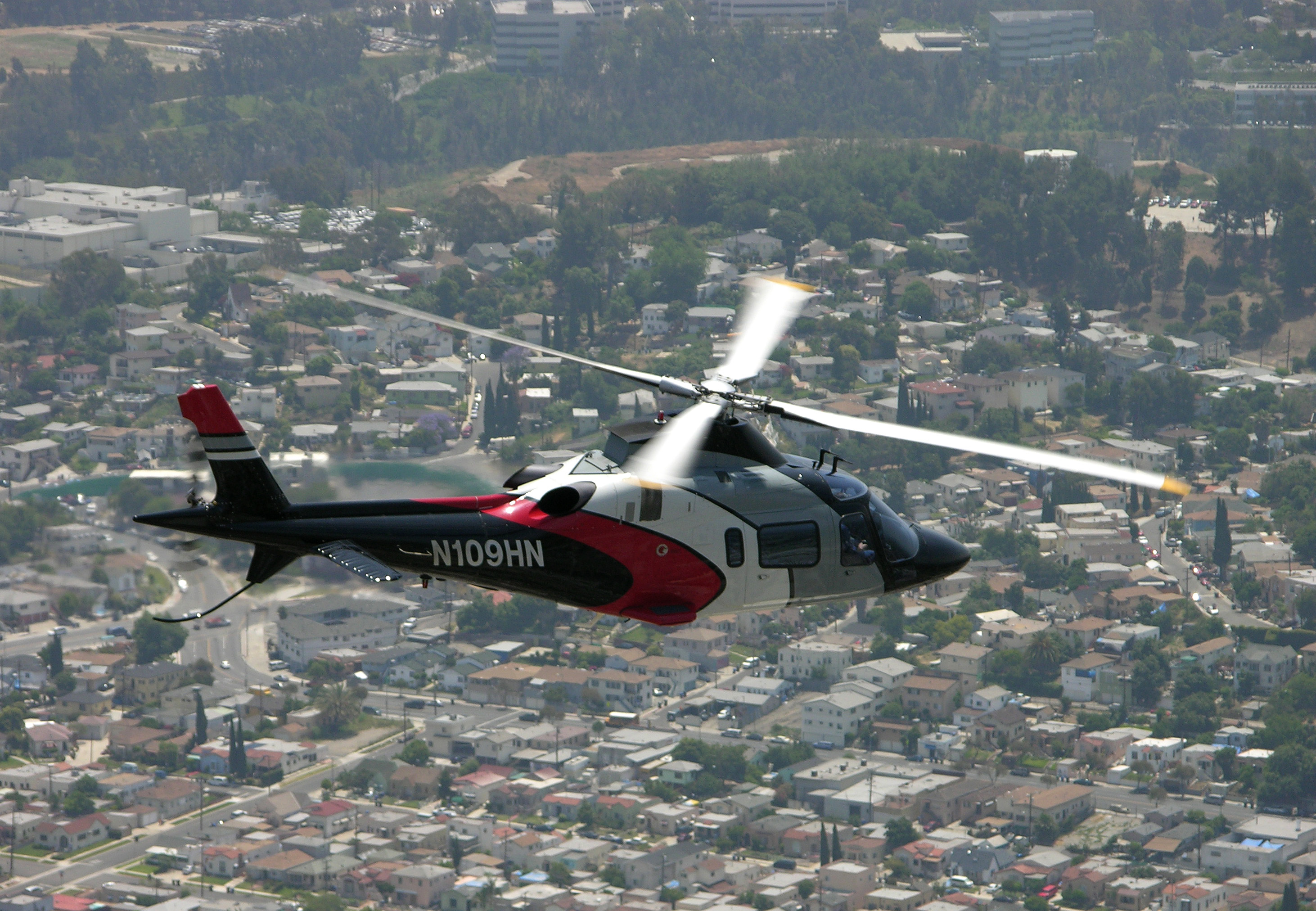
Agusta A109 d'Helinet sobre Los Angeles, Califòrnia.

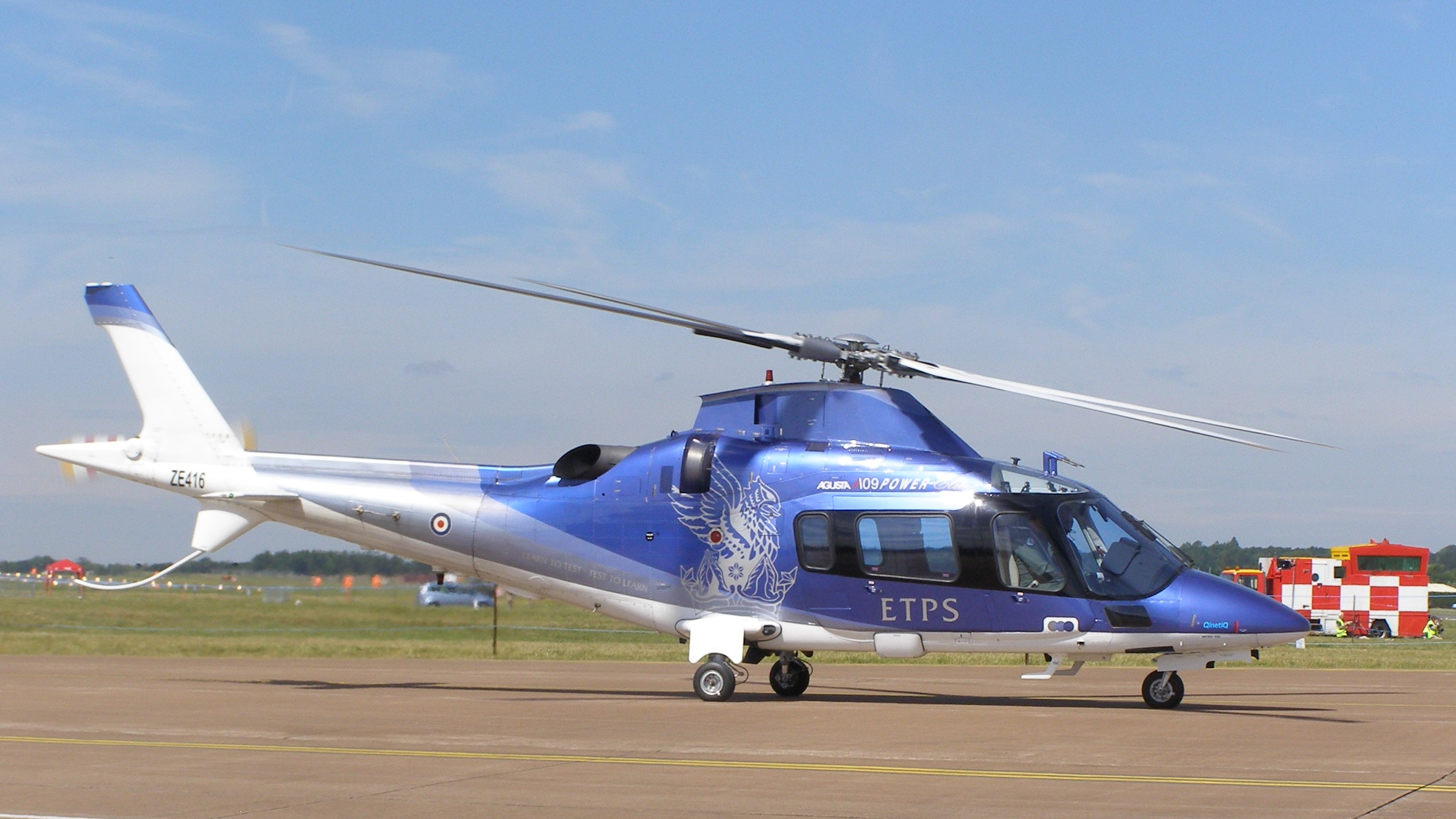
A109I de l'Empire Test Pilots' School.

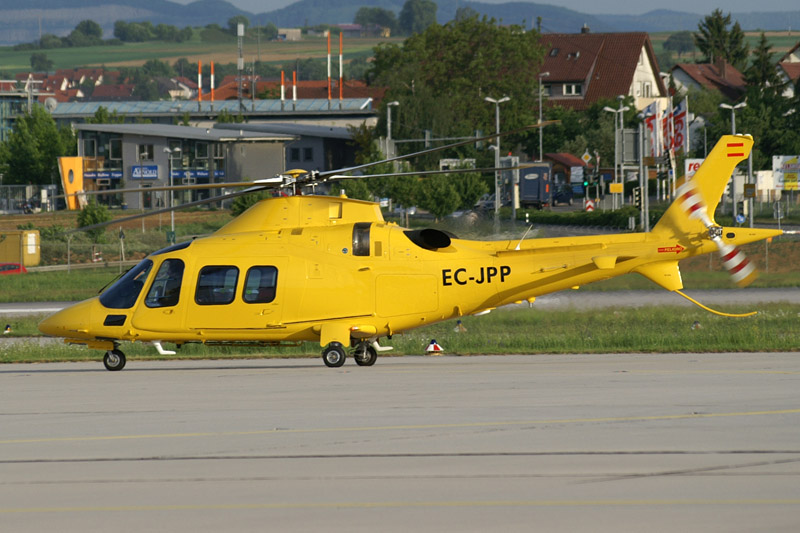
Un AW109S Grand.

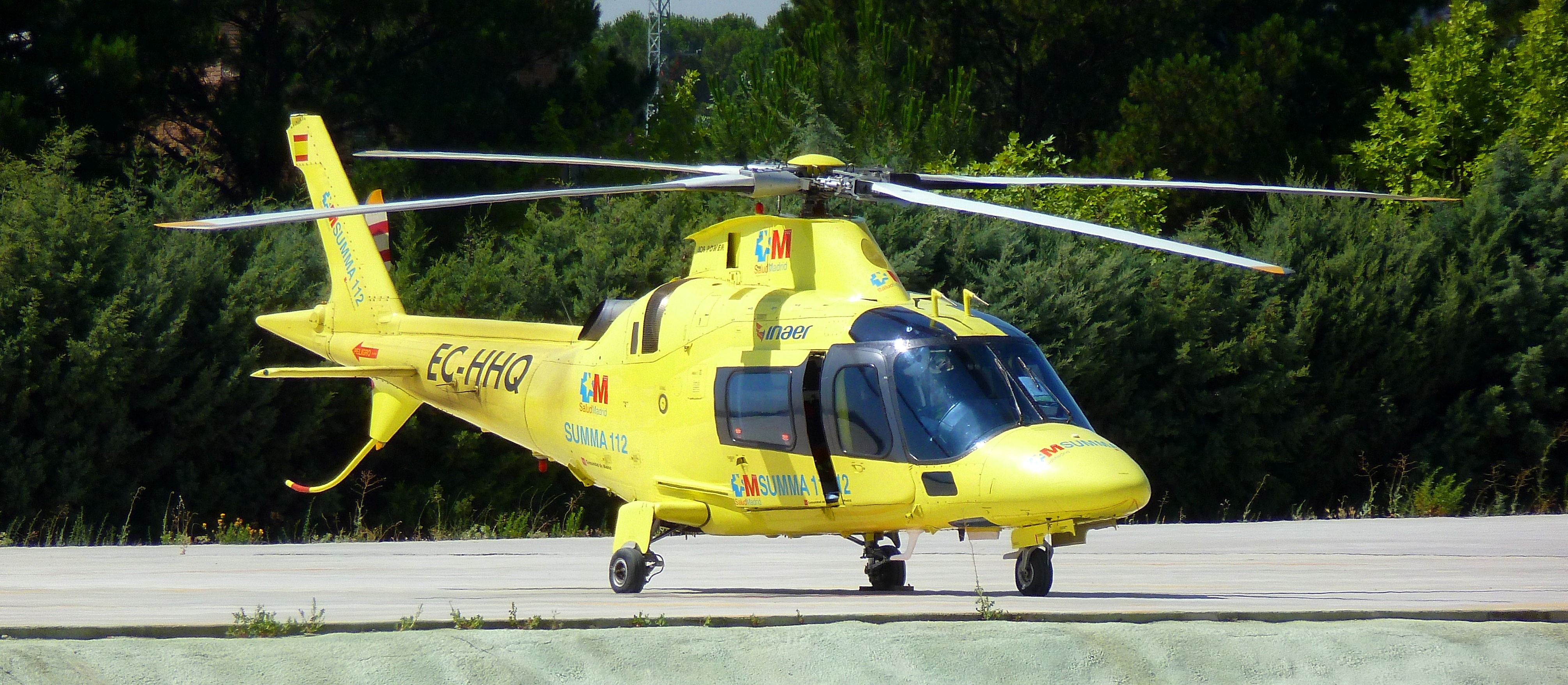
A-109I Power del SUMMA 112.

- Força Aèria Albanesa: usat en transport VIP.

 Algèria
- Gendarmeria Algeriana[4]

 Austràlia
- Marina Reial Australiana[5]

 Bangladesh
- Marina de Bangladesh

 Bèlgica
- Component Aeri Belga

 Benín
 Xina
- Variant CA109

 Xile
- Carrabiners de Xile

 Filipines
- Marina de les Filipines

 Ghana
 Grècia
- Força Aèria Grega

 Hondures
 Itàlia
 Mèxic
- Forces Armades de Mèxic

 Nova Zelanda
- Reial Força Aèria de Nova Zelanda: serien lliurats cinc helicòpters a partir d'octubre de 2010 per reemplaçar al Bell 47 Sioux.[6]

 Letònia
 Malàisia
- Exèrcit de Malàisia
- Agència de Seguretat Marítima de Malàisia
- Departament de Rescat i Lluita contra incendis de Malàisia

 Nigèria
- Marina Nigeriana: tres helicòpters adquirits originalment, un perdut el 2007, comissionats dos addicionals el 2009.

 Paraguai
- Força Aèria Paraguaiana
  - Grup Aeri d'Helicòpters/GAH: un A109 per a transport presidencial (1993-1998).

 Perú
- Exèrcit del Perú: 5 exemplars de la versió A109-K2.[7]

 Sud-àfrica
 Regne Unit
- Army Air Corps
- Empire Test Pilots' School
- RAF
  - No. 32 Squadron RAF

 Suècia
 Veneçuela
 Panamà
- Servei Nacional Aeronaval

### Antics operadors militars
Argentina
- Exèrcit Argentí: donats de baixa el 2006.

Bèlgica
- Exèrcit Belga

Eslovènia
- Força Aèria Eslovena

Estats Units
- Guàrdia Costanera dels Estats Units: reemplaçat per l'MH-65C Dolphin.

### Operadors civils privats i governamentals
Algèria
- Policia Algeriana: 10 exemplars[8]

 Austràlia

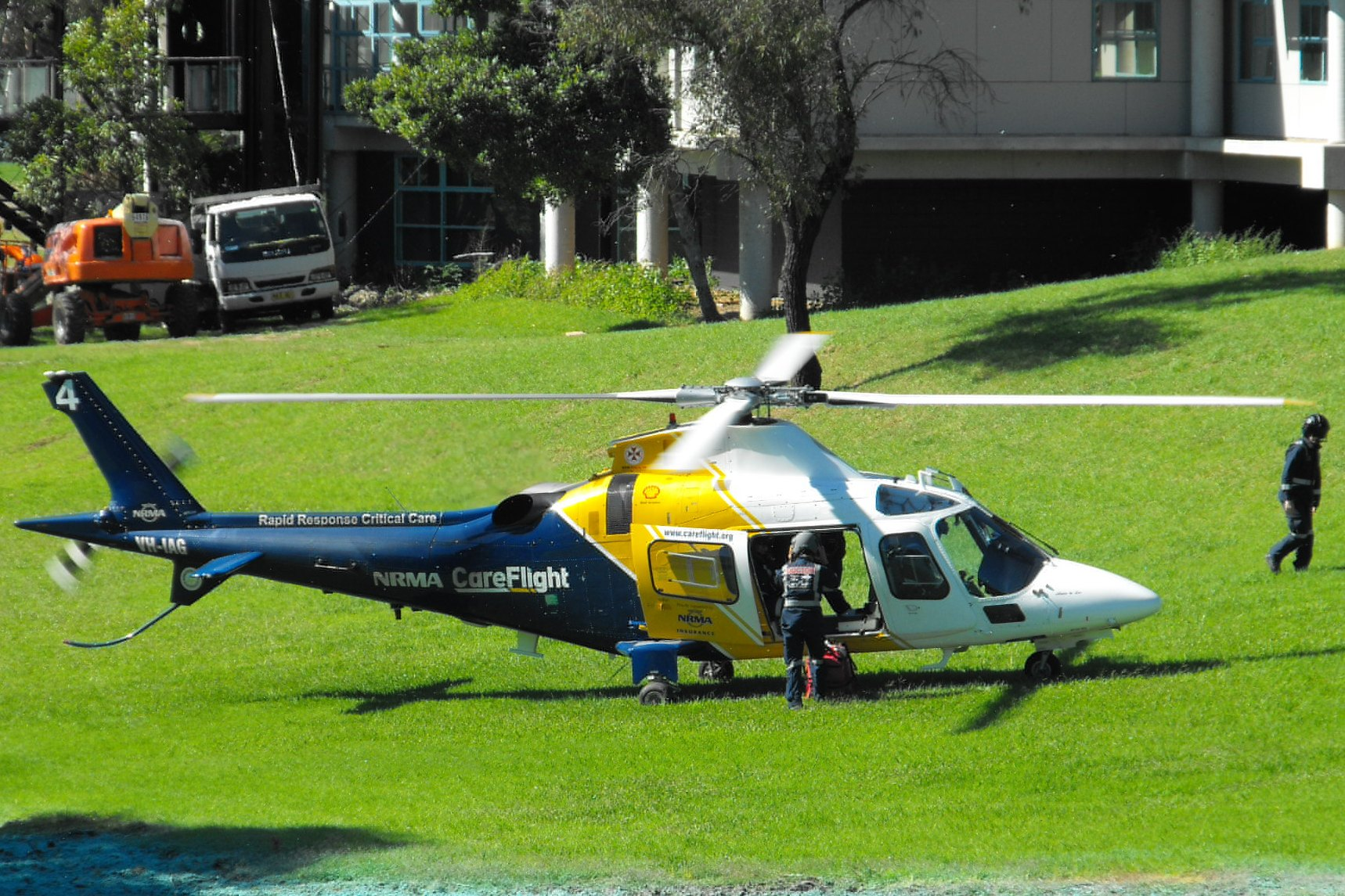
Agusta A109I Power operat per CareFlight International Air Ambulance.

- CareFlight International Air Ambulance

 Bulgària
- Policia de Fronteres Búlgara

 Eslovènia
- Policia Eslovènia

 Eslovàquia
- HEMS - ATE eslovac[9]

 Espanya
- SUMMA 112: servei d'urgències mèdiques de Madrid.
- EPES Arxivat 2010-12-25 a Wayback Machine. : Empresa Pública d'Emergències Sanitàries (quatre AW109 S/SP i un AW139)

 Estats Units
- AirMed Geòrgia usa un A109 Power per a evacuació mèdica.
- Hospital North Memorial (Minneapolis/St. Paul, Minesota) té diversos A109.
- L'helicòpter de Medevac de la Universitat de Florida és un Augusta A109.
- Careflite usa quatre A109 a Dallas/Fort Worth.
- Intermountain Life Flight usa dos A109K2 a Utah, Idaho, Wyoming.
- Lifeflight of Maine usa dos A109I, un al centre mèdic Central Maine en Lewiston (per a dos pacients), un altre al centre mèdic Eastern Maine en Bangor (un pacient, dipòsits extra de combustible).

 Japó
- Policia del Japó

 Iran
- TARA Airlines

 Mèxic
- FlyMex
- Secretaria de Govern: 2 perduts.

 Aràbia Saudita
- Saudi Aramco. 7 helicòpters.[10]

 Montenegro
- Vektra Aviation: un aparell A109.

 Regne Unit
- Warwickshire and Northamptonshire Air Ambulance[11]
- Ambulància aèria de Derbyshire, Leicestershire i Rutland[12]

## Història operacional

### Argentina
A la segona meitat de la dècada dels anys 70, l'Exèrcit Argentí va incorporar nou A109A Hirundo per assignar-los al Batalló d'Aviació de Combat 601 (B Av Comb 601) per fer tasques d'exploració i atac. Van entrar en servei el 19 de desembre de 1979. El seu operador inicial va ser la Companyia d'Helicòpters d'Atac (Ca Helic Atq).
Aquesta unitat va actuar a la Guerra de les Malvines l'any 1982 amb les seus A109A. Inicialment es van desplegar tres unitats, a les casernes dels Royal Marines a l'arroyo Caprichoso, a l'oest de Puerto Argentino/Port Stanley. Durant el mes d'abril, aquests Agusta van fer tasques d'escorta armada dels helicòpters SA-330L Puma, CH-47C Chinook i Bell UH-1H Huey pertanyents al mateix batalló; reconeixement i transport de tropes en la preparació de la defensa de les illes.
Tres unitats més es van desplegar a Comodoro Rivadavia i un quart helicòpter, civil, de la Província de Còrdova es va desplaçar a Río Gallegos.
Després de la primera batalla del primer de maig, els A109A van continuar fent escorta armada dels seus companys que feien transport de tropes, suport logístic, infiltració i extracció de comandos i evacuació mèdica.
Van romandre 68 dies a les Malvines, acumulant 250 hores de vol. Van operar fins al final de la guerra, el 14 de juny. Un sol exemplar es va perdre a causa de foc britànic, sense morts.
Els A109A van participar efectivament del combat de San Carlos entre el 22 i 23 de maig, la batalla de Pradera del Ganso el 28 de maig, i la batalla de Puerto Argentino entre el 13 i 14 de juny.
Els Agusta van continuar la seva carrera en l'EA fins a finalitats de 2006 o principis de 2007.

### Regne Unit
Al final de la guerra de Malvines, les forces britàniques van capturar als Hirundo AE-331 i AE-334. Van ser exposats en el Regne Unit celebrant la victòria. Van ser posats en servei a mitjan 1983 amb les matrícules ZE410 (el AE-334) i ZE411 (el AE-331), junt a dos exemplars nous. Van operar durant 26 anys en l'Exèrcit Britànic realitzant operacions especials, lluint un esquema de pintura civil. En 2009 van ser retirats i es conserven en museus.

## Accidents i incidents
- El 6 de novembre de 2020, un helicòpter Agusta que transportava un cor per a un trasplantament a un hospital a l'est de Los Angeles, va impactar contra l'heliport on es disposava a aterrar. Els equips d'emergència van acudir a rescatar als ocupants de l'aeronau i al cor, que va ser llençat a terra accidentalment per un dels metges. L'helicòpter involucrat, que feia tasques d'ambulància aèria, era un Agusta A109S Grand, matrícula N109EX, amb número de sèrie 22145, i amb una antiguitat d'11 anys, que pertanyia a l'empresa Helinet Aviation Services, subsidiària de Prime Healthcare.[14]
- El 22 de gener de 2021 un helicòpter de l'Aviació de l'Exèrcit del Perú, model Agusta A109K2, es va estavellar a la ciutat de Mazamari, a la regió de Junín. Segons fonts militars, no hi va haver víctimes mortals. El fet es va produir al voltant de les 14:30 hores (hora local) a causa d'una errada tècnica al moment de l'aterratge, a uns 400 metres de l'aeroport de Mazamari, on va acabar col·lidint. Segons els residents locals, l'helicòpter va fer diverses voltes abans d'estavellar-se.[15]

## Especificacions
Característiques generals
- Longitud:
- Envergadura:
- Alçada:

 Rendiment 

### Característiques generales
- Tripulació: 1 o 2 pilots
- Capacitat: 4/7 passatgers
- Longitud: 13 m (42,8 ft)
- Diàmetre rotor principal: 11 m (36,1 ft)
- Alçada: 3,5 m (11,5 ft)
- Pes buit: 2000 kg (4408 lb)
- Pes màxim en l'enlairament: 3000 kg (6612 lb)
- Planta motriu: 2× Turboeix Pratt & Whitney Canada 206C o Turbomeca Arrius 2K1.
  - Potència: 426 kW (587 HP; 579 CV) cadascun.

### Rendiment
- Velocitat màxima operativa (Vno): 285 km/h (177 MPH; 154 kt)
- Abast: 964 m (3163 ft)
- Sostre de vol: 6000 m (19 685 ft)
- Règim d'ascens: 9,8 m/s (1929 ft/min)

### Armament
- Metralladores: Pot incloure una metralladora de calibre 12,7 mm amb 250 projectils al carregador, metralladora de 12,7 o 7,62 mm a la porta lateral amb un artiller (només en la versió Agusta A109LUH)
- Coets: Coets de 81 mm en contenidors de 7 o 12 unitats, o coets i metralladora amb 3 coets de 70 mm i metralladora de 12,7 mm i 200 projectils (només la versió Agusta A109LUH).
- Míssils: Pot incloure 2 llançadores de míssils TOW amb 2 o 4 míssils cadascun (només la versió Agusta A109LUH)